# Società Ginnastica Pro Novara
La Società Ginnastica Pro Novara è una società polisportiva con sede a Novara, fondata nel 1881; è divisa in due società distinte affiliate alla Federazione Ginnastica d'Italia e alla Federazione Italiana Scherma.

## Storia

### Le origini
Verso la metà del 1800 si propaga l'insegnamento della ginnastica al di fuori di una accademia militare, questo movimento porta alla creazione in tutta la penisola di palestre e società sportive. Anche Novara viene interessata a questa disciplina, nel 1878 nasce la “Società Novarese di scherma ginnastica e pattinaggio” presieduta dal marchese Luigi Tornielli alla quale avevano aderito la maggior parte delle persone facoltose della città senza l'impegno di praticare le attività sportive. Questa istituzione si scioglie l'anno successivo, probabilmente per mancanza di partecipazione da parte dei soci.
La voglia di praticare discipline sportive da parte della popolazione portò un gruppo di studenti e commessi di negozio a fondare una società di ginnastica e scherma. Il 26 maggio 1881 nasceva la “Società Ginnastica Novarese”, nome modificato subito dopo in “Società di Ginnastica e Scherma” come risulta dal suo statuto. Il 19 settembre furono nominati, provvisoriamente, come direttore Cesare Andreoni e come vice direttore Attilio Boggione. La società si apriva a tutti i giovani che avevano compiuto il 14º anno di età; la tassa d'iscrizione era di Lire 3. La divisa sociale per i concorsi adottata è “a strisce bianche e bleu con mezze maniche”. Primi atleti che si segnalano nelle varie discipline sono: Ferrario, Bertelli, Garetti, Monetti e Morandotti i quali nel 1884 prima in un concorso a Vercelli poi a Vigevano, si affermavano alla sbarra ed agli anelli; mentre Stefanino Siro si segnalava nella scherma.
La prima sede fu la chiesa sconsacrata, detta di "Santa Croce", che sorgeva esattamente all'angolo di Corso Mazzini - Baluardo Massimo D'Azeglio, appositamente adibita a palestra ed in seguito abbattuta per ampliare l'Ospedale Maggiore.
Nel 1887, durante il Concorso Ginnastico di Roma, Antonio Morandotti, Varzi Menotti, i fratelli Lazzarini e Lavatelli si esibirono davanti al re Umberto I ed al Principe di Napoli futuro re Vittorio Emanuele III. Mentre Attilio Boggione competeva nella scherma.
Nel 1888 viene modificato lo statuto per rispecchiare le regole della neonata Federazione Ginnastica Nazionale e permettere l'affiliazione del sodalizio novarese. Nel frattempo la “Ginnastica e Scherma” partecipa ai vari concorsi nazionali mettendosi subito in vista con i propri atleti e ricevendo anche l'invito a partecipare a concorsi fuori dai confini nazionali. Come molte società polisportive le sezioni iniziano ad aumentare in base alle discipline che richiamano l'interesse degli sportivi e per questo anche alla “Ginnastica e Scherma” si apre la sezione atletica nel 1897, che comprendeva corsa lotta e sollevamento pesi, e quella ciclisti (1901).
Tra i validi rappresentanti della sezione atletica possiamo segnalare:
Umberto Barozzi campione italiano nei 100 m. piani e nei 250 m. ostacoli nel 1906 e nei 100 m. e 400 m. nel 1907 e primatista italiano sui 100 metri, Guido Brignone campione italiano nei 100 m. e 400 m. nel 1909 nonché primatista nei 100 metri a ex aequo con il suo maestro Barozzi, Giacomo Omodei terzo nei 1500 metri ai campionati italiani nello stesso anno e Virgilio Né nella lotta e nel sollevamento pesi, campione italiano di lotta nel 1904. Partecipò per la “Ginnastica e Scherma” anche Massimo Cartasegna, vincitore di 5 titoli italiani, dopo che l'Audace Torino aveva spostato la sua attività verso il foot-ball. Altri validi atleti sono stati Achille Bellomi nel giavellotto, Primo Perassoni nel salto con l'asta e Cesare Daverio nelle lunghe distanze.
Nel 1901 ci fu una scissione nella società e venne fondata la “Forza e Speranza”, con le sezioni di ginnastica, atletica. Le due società esprimevano idee politiche differenti, la “Ginnastica e Scherma” era di tendenze sì liberali, ma più vicine ai monarchici e nazionalisti mentre la “Forza e Speranza” era più vicina al movimento radical-cavallottiano o sinistra giolittiana.
Il foot-ball inizia ad interessare le masse, ed anche a Novara si formano squadre di calcio. La “Ginnastica e Scherma” apre la sezione nel 1908 adottando una casacca rossa mentre la “Forza e Speranza” nel 1910 e usa una casacca bianca. Entrambe conclusero la loro attività calcistica dopo che i loro migliori atleti vennero scelti dal Novara.

### Le donne nello sport
Entrambe le società aprirono le porte alla partecipazione femminile all'attività sportiva. Nel 1904 la “Forza e Speranza” predisponeva una squadra femminile di ginnastica seguite dall'istruttore Rigone mentre la “Ginnastica e Scherma” nel 1910 propose una squadra di scherma. Le fiorettiste si chiamavano Fanny Borella, Clara Cucchi e Anna Maestri.
Allo scoppio della prima guerra mondiale le attività delle due società cessarono.

### Primo dopoguerra e nascita della Pro Novara
La prima guerra mondiale aveva stroncato molte vite anche tra gli sportivi. La ripresa fu difficile, nel 1919 i rappresentanti delle due società decisero di riunire gli sportivi della città sotto un'unica bandiera. Il nuovo sodalizio prese il nome di “Società Ginnastica Pro Novara” con le sezioni di ginnastica guidata dal maestro Pellogio, di scherma con il maestro Giuseppe Gastaldi e l'atletica dove c'era ancora l'olimpionico Barozzi ormai trentottenne a guidare un buon gruppo di atleti. La sezione di ginnastica ospitava anche la squadra femminile capeggiata e allenata dalla professoressa Rosellina Coppa.
Nel frattempo, mentre ginnastica e scherma mietono successi nei vari concorsi, le sezioni aumentano e si registra la nascita delle sezioni di pallacanestro e pugilato (1922), nuoto (1925) ed addirittura una di ju-jitsu nel 1928 dovuta alla permanenza a Novara del campione italiano del momento: il sergente maggiore Antonio Invernizzi del 17º Reggimento Artiglieria. A queste si aggiunge la squadra femminile di pallacanestro e nel settembre del 1938 Enrica Porta, Delia Pescio e Angela Zonca compongono la prima squadra di nuoto femminile partecipando alle gare svoltesi presso la piscina comunale.
Intanto gli eventi prebellici incalzano, nel 1935 il governo mobilitò gli italiani con la campagna “Oro alla Patria” e anche la Pro Novara non poté esimersi dal partecipare all'oblazione. Il suo contributo furono le medaglie conquistate nella sua storia, che la società diede per la causa italica.

### Dal secondo dopoguerra ai giorni nostri
I danni della guerra erano tangibili, anche questo evento bellico creò problemi allo sport, ma il 2 febbraio 1946 dalle pagine della “Gazzetta di Novara” si comunicava che la Pro Novara riprendeva le attività di ginnastica e di pallacanestro maschile e femminile, di atletica e successivamente di scherma. Tra i vari dirigenti della società si ricorda Enrico Patti, già giocatore di Novara e Juventus, fondatore della Sparta Novara e che successivamente diverrà presidente della Pro Novara.
Nel 1950 si abbandona la sezione di atletica e si crea quella di tennistavolo, che purtroppo rimarrà attiva solo fino al 1952. 
Negli anni '60 l'attività prosegue con le sezioni di ginnastica e scherma, nel 1963 viene nominato presidente Enrico Patti maestro di sport novarese e nel 1968 l'attività della Pro Novara viene insignita dal CONI con la Stella d’oro al merito sportivo.

La Stella d'oro al merito sportivo

 Nel decenni successivi la sezione di ginnastica, con il tecnico ed ex ginnasta Florindo Borgini, prepara atleti che raggiungono la vittoria nei campionati italiani sia seniores che juniores e vengono selezionati per gareggiare nella nazionale italiana nelle massime competizioni, ricordiamo l'olimpionica Rita Peri, Costanza De Vito, Francesco Mosca, Loana Biffi, Anna Locatelli, Michela Fitto, le sorelle Marianna e Adriana Crisci, Marta Fornara. Sulla pedana della scherma prima il maestro d'armi Gianni Viero poi Ireneo Gonzales faranno crescere dei bravi giovani che otterranno degli ottimi risultati a livello regionale. A cavallo tra gli anni ottanta e novanta le pedane della Pro Novara hanno visto la crescita schermistica dei fratelli Luisa e Paolo Milanoli. Luisa nel secondo decennio degli anni duemila si occupa di crescere nuovi schermitori essendo maestra alla Pro Novara e contemporaneamente atleta della Pro Vercelli, mentre Paolo ha iniziato piccolissimo a muovere i primi passi sulle pedane del palazzetto di viale Kennedy per poi passare anche lui alla Pro Vercelli e successivamente nelle file della Polizia di Stato per arrivare a vincere medaglie olimpiche, mondiali ed europee.
Nel 1996 le due Sezioni storiche di Ginnastica e Scherma, per espressa volontà delle rispettive Federazioni Nazionali, sono pervenute ciascuna alla propria autonomia statutaria ed amministrativa, formando due distinte associazioni sportive.
Nel 2003 la Società Ginnastica Pro Novara è stata inserita nell'Albo delle Società Storiche della Regione Piemonte.

## Onorificenze
- Stella d'oro al Merito Sportivo

1968